# Почеумаров, Сангин
Сангин Почеумаров (17 января 1924 — 26 апреля 1973) — наводчик миномёта 16-го гвардейского кавалерийского полка 4-я гвардейская кавалерийская дивизия, гвардии рядовой, участник Великой Отечественной войны, кавалер ордена Славы трёх степеней.

## Биография
Родился 17 января 1924 года в селе Актепе (ныне Спитаменский район Согдийской области Республики Таджикистан), в крестьянской семье. Узбек. Окончил начальную школу. Трудился в колхозе в Беговатском (ныне — Бекабадском) районе Ташкентской области Узбекской ССР.
В августе 1942 года был призван в Красную армию Беговатским райвоенкоматом. В действующей армии с июля 1943 года. К лету 1944 года гвардии красноармеец Почеумаров воевал в составе расчёта 82-мм миномёта 16-го гвардейского кавалерийского полка 4-й гвардейской кавалерийской дивизии.
До июля 1944 года дивизия находилась на отдыхе в тылу, проводились тактические учения, боевые стрельбы, штабная и тыловая подготовка, шло сколачивание эскадронов, батарей, полков, получивших пополнение. В середине июля дивизия, заранее сосредоточенная в лесу северо-западнее города Ковель (Украина), выступила для выполнения боевой задачи в ходе Люблинско-Брестской операции.
Авангардный 16-й гвардейский кавалерийский полк вышел к реке Западный Буг. Переправившись на польский берег, подразделения полка закрепились, начали расширять захваченный плацдарм и развивать наступление вдоль шоссе Косынь — Влодава.
22 июля 1944 года в боях под деревне Борки и городом Влодава (Люблинское воеводство, Польша) гвардии красноармеец Почеумаров, будучи заряжающим, вместе с другими бойцами расчёта огнём миномёта уничтожил до 30 автоматчиков противника, две пулемётные точки и рассеял до роты пехоты. Своими действиями способствовал занятию города Влодава сабельными эскадронами.
Приказом по частям 4-й гвардейской кавалерийской дивизии от 16 августа 1944 года (№ 14/н) гвардии красноармеец Почеумаров Сангин награждён орденом Славы 3-й степени.
В дальнейшем в составе дивизии участвовал в боях за освобождение Польши, форсировал реку Висла. В середине августа части дивизии в составе 2-го гвардейского кавалерийского корпуса были выведены во фронтовой резерв. Почти четыре месяца офицеры и солдаты дивизии занимались боевой подготовкой.
16 января 1945 года дивизия введена в прорыв на фронте войск 5-й Ударной армии с Магнушевского плацдарма. Кавалеристы с боями в труднейших зимних условиях прошли около шестисот километров по вражеским тылам и пересекли всю Западную Польшу. В этих боях гвардии красноармеец Почеумаров исполнял обязанности второго номера наводчика миномёта.
24 января в боях за город Бромберг (ныне — Быдгощ Куявско-Помороское воеводство, Польша) гвардии красноармеец Почеумаров в составе расчёта огнём своего миномёта уничтожил 2 ручных пулемёта и до 17 гитлеровцев.
Выстрелом из личного карабина убил вражеского лазутчика. 28 января в бою за город Фансбург (ныне — Венцборк, Куявско-Помороское воеводство, Польша) заменил погибшего наводчика миномёта, точным огнём способствовал отражению контратаки, истребил до 10 гитлеровцев.
Приказом по войскам 1-го Белорусского фронта от 23 марта 1945 года № 505/ н) гвардии красноармеец Почеумаров Сангин награждён орденом Славы 2-й степени.
К 20 марта 1945 года советские войска очистили от немецко-фашистских войск всю Восточную Померанию. В середине апреля 1945 года части дивизии сосредоточились на восточном берегу Одера и с 16 апреля участвовали в Берлинской наступательной операции. Выполняя приказ 2-й гвардейский кавалерийский корпус обходил Берлин с севера, с задачей разгромить противостоящего противника и выйти на реку Эльбу.
В конце апреля 1945 года участвуя в боях на подступах в Берлину, гвардии красноармеец Почеумаров захватил в плен более 10 вражеских солдат, огнём из миномёта выбил из здания засевших в нём фаустников и снайперов, мешавших продвижению наших стрелков, помог вывести из строя бронетранспортёр.
За бои на завершающем этапе войны был представлен к награждению орденом Славы 1-й степени.
После Победы продолжил службу в армии, стал младшим командиром. В 1945 году вступил в ВКП(б)/КПСС.
Указом Президиума Верховного Совета СССР от 15 мая 1946 года гвардии красноармеец Почеумаров Сангин награждён орденом Славы 1-й степени. Стал полным кавалером ордена Славы.
В мае 1947 года гвардии младший сержант Почеумаров был демобилизован.
Вернулся на родину. Проживал в посёлке колхоза им. Ф. Э. Дзержинского (Бекабадского района Ташкентской области, Узбекистана). Работал бухгалтером, инструктором Комитета народного контроля.
Скончался 26 апреля 1973 года. Похоронен на кладбище села Бирлик Бекабадский район Ташкентской области (Узбекистан).

## Награды
- орден Славы I степени(15.05.1946)[3]
- орден Славы II степени(23.03.1945)[4]
- орден Славы III степени (16.08.1944)[4]
  - медали, в том числе:
  - «В ознаменование 100-летия со дня рождения Владимира Ильича Ленина» (6 апреля 1970)
  - «За победу над Германией в Великой Отечественной войне 1941—1945 гг.» (1945)[5]
  - «20 лет Победы в Великой Отечественной войне 1941—1945 гг.» (7 мая 1965[6])
  - «Ветеран труда»
  - «30 лет Советской Армии и Флота»[7]
  - «40 лет Вооружённых Сил СССР»[8]
  - «50 лет Вооружённых Сил СССР» (26 декабря 1967[9])

- Знак «25 лет победы в Великой Отечественной войне» (1970)

## Память
- Его именем названа улица в селе Бирлик.
- На могиле Героя установлен надгробный памятник.
- Увековечен на сайте МО РФ «Дорога памяти»[10]